# سونيك رايدرز: زيرو غرافيتي
سونيك رايدرز: زيرو غرافيتي (بالإنجليزية: Sonic Riders: Zero Gravity) (باليابانية:ソニックライダーズ シューティングスターストーリー) ، هي لعبة فيديو، سباق بلوح طائرمن النوع هوفر بورد، اللعبة من تطوير ستوديو سونيك تيم و نشرها سيجا، صدرت اللعبة في الأسواق سنة 2008، وتعمل على منصتي وي وبلاي ستيشن 2.